# Анастасьева, Маргарита Викторовна
Маргари́та Викторовна Анаста́сьева (10 января 1925, Москва — 16 апреля 2022, там же) — советская и российская актриса театра и кино, писательница.
Заслуженная артистка РСФСР (1967). Автор книги о своих предках. Внучка Феликса Михайловича Блуменфельда.

## Биография
Маргарита Викторовна Анастасьева родилась 10 января 1925 года в городе Москве.
В 1947 году окончила школу-студию МХАТ в составе первого выпуска. После окончании школы-студии МХАТ пришла работать во МХАТ СССР имени Горького, где прослужила вплоть до 1985 года.
В 1988 году приняла участие в мероприятиях, посвящённых 125-летию своего деда — известного композитора Ф. М. Блуменфельда.
В 2002 году вышла её книга «Век любви и печали», рассказывающая о знаменитом роде Блуменфельдов-Анастасьевых, потомком которого является актриса.
Анастасьева играла в спектаклях «Дядя Ваня», «Кремлёвские куранты», «Мещане» и других. На протяжении 30 лет играла роль Души света в спектакле «Синяя птица».
Скончалась 16 апреля 2022 года на 98-м году жизни в Москве. Похоронена на Ваганьковском кладбище рядом с мужем.

## Семья
- Дед — Блуменфельд, Феликс Михайлович (1863—1931), российский и советский пианист, композитор и музыкальный педагог.
- Отец — Виктор Феликсович Анастасьев (Блуменфельд) (1888—1939)[4].
- Мать — Анна Робертовна Анастасьева (урожд. Грегер) (1897—1986)[5].
- Муж — Давыдов, Владлен Семёнович (1924—2012), народный артист РСФСР, актёр МХАТа.
  - Сын — Давыдов, Андрей Владленович (род. 2 июля 1951[6]), заслуженный артист России, актёр МХТ имени Чехова.
    - Внуки — Любовь Андреевна и Феликс Андреевич.

- Супруга сына — Грошева (Храновская) Марина Александровна, музыкант.

## Фильмография
- 1954 — Испытание верности — Ирина
- 1957 — Четверо — Алла Сергеевна, учёный-вирусолог-иммунолог
- 1967 — Кремлёвские куранты (телеспектакль) — Маша, дочь Забелиных
- 1969 — Провинциалка (фильм-спектакль) — Дарья Ивановна
- 1981 — Крепыш — эпизод